# Lý Dịch Phong
Lý Dịch Phong (giản thể: 李易峰, bính âm: Li Yi Feng, tên khai sinh Lý Hạ, sinh ngày 4 tháng 5 năm 1987) là nam diễn viên, ca sĩ người Trung Quốc được biết đến với vai Bách Lý Đồ Tô trong phim truyền hình Cổ kiếm kỳ đàm. Anh xếp hạng thứ 9 trong danh sách những ngôi sao Trung Quốc của tạp chí Forbes năm 2015 với thu nhập ước tính khoảng 69 triệu Nhân dân tệ.

## Tiểu sử
- 1994－2000: Trường Tiểu học đường Tam Thánh, Thành Đô.
- 2000－2003: Trường Sơ trung Đạo Nhai, Thành Đô.
- 2003－2006: Trường Cao trung Ngũ Liệt, Thành Đô.
- 2006－2010: Đại học Sư phạm Tứ Xuyên-Viện Điện ảnh Truyền hình, tốt nghiệp cử nhân vào tháng 7 năm 2010.

## Danh sách phim

### Phim truyền hình
| Năm  | Phim                                                | Vai                       | Chú thích |
| ---- | --------------------------------------------------- | ------------------------- | --- |
| 2009 | Hoàng Tử Tennis                                     | Tả Bác                    | Vai Khách mời |
| 2010 | Cổ Tích Chuyện Tình (Cổ Tích Chuyện Tình)           | Lục Sâm                   | Vai Phụ Bạn Diễn: Minh Đạo, Trần Đình Ni, Ngưu Manh Manh |
| 2011 | Hạnh Phúc Ngày Nắng                                 | Hạng Doãn Siêu            | Vai Phụ Bạn Diễn: Hạ Quân Tường, Trương Quân Ninh, Lý Kim Minh |
| 2012 | Hạnh Phúc 3 Ngôi Sao                                | Hạng Doãn Siêu            | Vai Phụ Bạn Diễn: Hạ Quân Tường, Trương Quân Ninh, Lý Kim Minh |
| 2012 | Lời Nói Dối Ngọt Ngào                               | Khương Hy Vũ              | Vai Phụ Bạn Diễn: Tiết Khải Kỳ, Phan Hồng |
| 2012 | Tình Yêu Chân Thực                                  | Trần Lập Dương            | Vai Phụ Bạn Diễn: Lee Da Hae, Phương An Na, Trịnh Nguyên Sướng |
| 2013 | Thiên Kim Trở Về                                    | Lâm Hạo                   | Vai Chính Bạn Diễn: Lý Thấm, Lý Uy, Triệu Văn Tuyên, Shin Min Hee, Ngô Hạo Trạch                                                                                                |
| 2014 | Sát Thủ Đại Nội                                     | Dục Thái                  | Vai Phụ Bạn Diễn: Tiền Vịnh Thần, Giang Khải Đồng, Dĩnh Nhi |
| 2014 | Cổ Kiếm Kỳ Đàm                                      | Bách Lý Đồ Tô/Hàn Vân Khê | Vai Chính Bạn Diễn: Dương Mịch, Trịnh Sảng, Mã Thiên Vũ, Trần Vỹ Đình, Cao Vỹ Quang, Địch Lệ Nhiệt Ba, Trương Trí Nghiêu, Kiều Chấn Vũ, Chung Hân Đồng, Thích Vy, Tần Tuấn Kiệt |
| 2014 | Hoan Thiên Hỷ Địa Tiếu Oan Gia (Oan Gia Kiếm Khách) | Trần Tam Lục              | Vai Chính Bạn Diễn: Dĩnh Nhi, Diệp Tổ Tân, Ngô Thiên Ngữ |
| 2014 | Tiểu Thời Đại 1.0                                   | Giản Khê                  | Vai Phụ Bạn Diễn: Trần Ý Hàm, Giang Khải Đồng, Hà Nhuận Đông, Kiều Nhậm Lương                                                                                                   |
| 2015 | Hoạt Sắc Sinh Hương                                 | Ninh Trí Viễn             | Vai Chính Bạn Diễn: Đường Yên, Trần Vỹ Đình, Thư Sướng, Lý Khê Nhuế, Hoàng Minh, Trương Trí Nghiêu, Lô Tinh Vũ                                                                  |
| 2015 | Đạo Mộ Bút Ký                                       | Ngô Tà                    | Vai Chính Bạn Diễn: Đường Yên, Dương Dương, Trương Trí Nghiêu, Lý Thần Hạo, Ngụy Ngụy (KK), Lưu Thiên Tá, Tôn Diệu Kỳ                                                           |
| 2016 | Ma Tước/Chim Sẻ                                     | Trần Thâm                 | Vai Chính Bạn Diễn: Châu Đông Vũ, Hám Thanh Tử, Trương Nhược Quân, Doãn Chính, Trương Lỗ Nhất                                                                                   |
| 2016 | Thanh Vân Chí                                       | Trương Tiểu Phàm/ Quỷ Lệ  | Vai Chính Bạn Diễn: Triệu Lệ Dĩnh, Dương Tử, Đường Nghệ Hân, Thành Nghị,... |
| 2018 | Anh đợi em ở Bắc Kinh                               | Từ Thiên                  | Vai Chính Bạn Diễn: Giang Sơ Ảnh, Tưởng Mộng Tiệp, Hồ Vũ Uy |
| 2019 | Bí Ẩn Mà Vĩ Đại                                     | Cố Diệu Đông              | Vai Chính Bạn Diễn: Kim Thần, Ngưu Tuấn Phong, Hồ Quân, Phan Việt Minh, Vương Lang Chinh                                                                                        |
| 2021 | Hào Thủ Tựu Vị (The Glory of Youth)                 | Hạ Chuyết                 | Vai Chính Bạn diễn: Trần Tinh Húc, Bác Văn, Đổng Xuân Huy, Tiếu Ương, Vu Chấn, Vu Ba, Vương Đại Kỳ, Phạm Lôi                                                                    |
| 2022 | Kính Song Thành                                     | Tô Ma                     | Vai chính Bạn diễn: Trần Ngọc Kỳ |
| 2022 | Ám Dạ Hành Giả / Người Đi Trong Đêm                 | Lạc Tường/ Trần Mạch      | Vai chính Bạn diễn: Tống Dật, Phùng Đức Luân |

Tru tiên Thanh Vân Chí 2 (2023)

### Phim điện ảnh
| Năm  | Tựa đề                               | Vai                           | Vai trò       | Bạn diễn |
| ---- | ------------------------------------ | ----------------------------- | ------------- | --- |
| 2011 | Lovesick (恋爱恐慌症)                | Thôi Ngải Luân                | Vai Phụ       | Lâm Y Thần, Trần Bách Lâm |
| 2015 | Lão Pháo Nhi (老炮儿)                | Tiểu Pháo Nhi/ Trương Hiểu Ba | Vai Phụ Chính | Phùng Tiểu Cương, Ngô Diệc Phàm |
| 2015 | Dành Dành Nở Hoa (栀子花开)          | Hứa Nặc                       | Vai Chính     | Trương Tuệ Văn, Tưởng Kình Phu, Trương Hinh Dư, Tống Dật, Trương Vân Long, Lý Tâm Ngải, Ngụy Đại Huân |
| 2015 | Phanh Nhiên Tinh Động                | Tô Tinh Vũ                    | Vai Chính     | Dương Mịch, Trần Số, Trương Vân Long, Địch Lệ Nhiệt Ba |
| 2015 | Kiến Quân Đại Nghiệp                 | Hà Trường Công                | Khách Mời     | Lưu Diệp, Âu Hào, Hoắc Kiến Hoa, Trần Vỹ Đình, Mã Thiên Vũ, Lưu Hạo Nhiên, Lộc Hàm, Bạch Vũ, Trương Nghệ Hưng, Trần Hiểu, Lý Thấm, Trương Thiên Ái, Lý Hiện, Thích Tiểu Long, Châu Đông Vũ, Hàn Canh, Trịnh Nguyên Sướng, Bao Bối Nhĩ, ... |
| 2016 | Đề Thi Đẫm Máu (Tâm Lý Học Tội Phạm) | Phương Mộc                    | Vai Chính     | Liêu Phàm, Vạn Thiến, Lý Thuần, Phong Giai Kỳ |
| 2018 | Thế giới Động Vật                    | Trịnh Khai Ty                 | Vai Chính     | Michael Douglas, Châu Đông Vũ |

## Danh sách đĩa hát
| Tên bài hát                                            | Năm phát hành |
| ------------------------------------------------------ | ------------- |
| Cỏ Bốn Lá (四叶草)                                     | 15/12/2007    |
| Đu Quay Đứng (摩天轮)                                  | 20/7/2007     |
| Tiểu Tiên Sinh (小先生)                                | 17/5/2009     |
| Ca Khúc Đó (那首歌)                                    | 29/10/2010    |
| Kiếm Thương (OST "Cổ Kiếm Kỳ Đàm")                     | 18/6/2014     |
| Dịch Phong tình thư (易峰情书)                         | 10/11/2014    |
| Tâm Như Huyền Thiếc (OST "Hoạt Sắc Sinh Hương")        | 11/11/2014    |
| Tạm Biệt (OST "Dành Dành Nở Hoa")                      | 15/6/2015     |
| Thanh Xuân Có Em (OST "Dành Dành Nở Hoa")              | 16/6/2015     |
| Xin Hãy Liên Lạc Với Anh (OST ″Phanh Nhiên Tinh Động″) | 15/12/2015    |
| Khe Hở Thời Gian (OST "Tru Tiên Thanh Vân Chí")        | 17/7/2016     |

## Giải thưởng và đề cử
| Giải thưởng                         | Hạng mục                                     | Tác phẩm            | Kết quả   | Năm  |
| ----------------------------------- | -------------------------------------------- | ------------------- | --------- | ---- |
| TV Drama Award 2011                 | Nam diễn viên mới xuất sắc nhất              | Hạnh phúc ngày nắng | Đoạt giải | 2011 |
| LeTV Thịnh Điển                     | Nam diễn viên được yêu thích nhất            | Thiên kim trở về    | Đoạt giải | 2013 |
| Quốc Kịch Thịnh Điển                | Thần tượng có diễn xuất tốt nhất             | Thiên kim trở về    | Đoạt giải | 2013 |
| Quốc Kịch Thịnh Điển 2014           | Nam diễn viên nổi tiếng nhất khu vực Đại lục | Cổ kiếm kỳ đàm      | Đoạt giải | 2014 |
| Quốc Kịch Thịnh Điển 2014           | Nam diễn viên có giá trị thương mại nhất     | —                   | Đoạt giải | 2014 |
| Tạp chí thời trang Esquire          | Nhân vật có tầm ảnh hưởng nhất năm.          | —                   | Đoạt giải | 2014 |
| ELLE Style Award 2014               | Nam diễn viên trẻ phong cách nhất năm        | —                   | Đoạt giải | 2014 |
| Bazaar Men of the year 2014         | Ngôi sao được yêu thích nhất năm             | —                   | Đoạt giải | 2014 |
| 2014 iQiyi Night                    | Diễn viên nổi tiếng nhất năm                 | Cổ kiếm kỳ đàm      | Đoạt giải | 2014 |
| Baidu Award 2014                    | Top 10 nhân vật tiêu điểm (hạng 6)           | —                   | Đoạt giải | 2014 |
| Baidu Award 2014                    | Nam diễn viên được yêu thích nhất năm        | Cổ kiếm kỳ đàm      | Đoạt giải | 2014 |
| Men At His Best Awards              | Thế lực mới của năm                          |                     | Đoạt giải | 2014 |
| Hoa Đỉnh 2015                       | Nam diễn viên chính phim cổ đại xuất sắc     | Cổ kiếm kỳ đàm      | Đề cử     | 2015 |
| Men of the Year 2015 của tạp chí GQ | Nghệ sĩ nổi tiếng nhất năm                   |                     | Đoạt giải | 2015 |
| Bách Hoa lần thứ 33 năm 2016        | Nam diễn viên phụ xuất sắc nhất              | Lão Pháo Nhi        | Đoạt giải | 2015 |
| Hoa Đỉnh lần thứ 22 năm 2017        | Nam diễn viên xuất sắc nhất                  | Thanh Vân Chí       | Đoạt giải | 2015 |
| Lễ trao giải Kim Ưng 2018           | Nam diễn viên được yêu thích nhất (Thị Đế)   | Ma Tước             | Đoạt giải | 2015 |
| Lễ trao giải Kim Ưng 2018           | Nam diễn viên có nhân khí cao nhất           | Ma Tước             | Đoạt giải | 2015 |
| Cosmo beauty ceremony 2018          | Thần tượng sắc đẹp thanh xuân                |                     | Đoạt giải | 2015 |

## Biểu diễn âm nhạc
| Tên buổi biểu diễn                                     | Năm  |
| ------------------------------------------------------ | ---- |
| Gala Mừng Xuân 2015 Của Đài Truyền hình Hồ Nam (31/12) | 2014 |
| Fan Meeting tại Bắc Kinh (17/12)                       | 2014 |
| Fan Meeting tại Thượng Hải (28/2)                      | 2015 |
| Fan Meeting tại Thành Đô (3/5)                         | 2015 |
| Fan Meeting                                            | 2016 |
| Fan Meeting tại Bắc Kinh (1/5)                         | 2017 |
| Đêm Nhạc Mừng Năm Mới Đài Giang Tô                     | 2018 |
| Xuân Vãn Mặt Đối Mặt                                   | 2018 |
| Fan Meeting tại Bắc Kinh (30/4)                        | 2018 |
| Bách Hoa Chào Xuân (17/01)                             | 2019 |
| CCTV New Year Party                                    | 2019 |
| Xuân Vãn CCTV                                          | 2019 |

## Đời tư
Vào ngày 11 tháng 9 năm 2022, Lý Dịch Phong bị cảnh sát Bắc Kinh điều tra vì vướng cáo buộc vi phạm pháp luật mà cụ thể ở đây là anh ta đã có những hành vi mua bán dâm rất nhiều lần trong nhiều năm trở lại đây. Phía cảnh sát Bắc Kinh cũng đã đưa ra thông báo trên mạng xã hội Weibo: "Anh ta (Lý Dịch Phong) đã thừa nhận mua bán dâm nhiều lần và đang bị quản thúc tại gia". Mặc dù phía cảnh sát lại không hề nói rõ họ đã bắt giữ ai nhưng cảnh quay của CCTV đã chứng thực rằng Lý Dịch Phong đã bị họ bắt tạm giam. Hiện tại vụ việc vẫn đang được điều tra làm rõ.
Li Yifeng Biography Lưu trữ ngày 13 tháng 9 năm 2022 tại Wayback Machine
- Diễn biến bê bối tình dục
  - Vào cuối tháng 8, blogger Trương Tiểu Hàn đã lên tiếng tố cáo một sao nam (không rõ là ai, chỉ biết là tên người này có 3 chữ) có những hành vi mua bán dâm trái phép tại một nhà chứa, "Chính vì vậy mà hôm nay anh ta không thể đến tham dự sự kiện này được", blogger họ Trương tiết lộ. Thông tin này đã gây xôn xao dư luận trong suốt thời gian dài.
  - Trưa ngày 10/9, nhiều cư dân mạng xôn xao trước tin đồn rằng một nam diễn viên Trung Quốc (có tên gồm 3 chữ) đang dính "phốt", bị Viện Kiểm sát nhân dân tối cao ra lệnh truy nã toàn quốc và sắp bị "phong sát". Ngay lập tức, netizen phát hiện ra rằng một bài đăng của Lý Dịch Phong trong Weibo của Viện kiểm sát đã bị "bay màu" khiến nhiều người đặt nghi vấn anh chính là nam diễn viên được nhắc đến trước đó không lâu. Cùng với đó Weibo chính thức của giải Hoa Đỉnh, giải Kim Ưng đều đã cho xoá các bài đăng nói về Lý Dịch Phong. Trước đó, dự kiến hôm nay nam nghệ sĩ sẽ bị cấm xuất hiện trên sóng truyền hình, trong chương trình Đêm Hội Trung Thu CCTV [6]
  - Ngày 11/9, cả CCTV, Nhật Báo Nhân Dân đều đồng loạt đưa tin, cảnh sát Bắc Kinh đã phát hiện ra một nam diễn viên tên là Lý xx (là một người đàn ông 35 tuổi) có hành vi vi phạm pháp luật. Sau khi xác nhận danh tính thì họ mới biết đó chính là Lý Dịch Phong, anh ta đã nhiều lần mua dâm trái phép, và đã bị xử phạt hình sự theo quy định của pháp luật.[7][8]
- Phản hồi thanh minh từ phía Lý Dịch Phong

Tối ngày 10/9, Lý Dịch Phong đăng bài thanh minh, cho rằng mọi chuyện là bịa đặt, đã thu thập bằng chứng và giao cho luật sư xử lý. Tuy nhiên bài đăng đã bị ẩn/xoá sau đó:
| ...... 首先很抱歉在团佳节之际占用公共资源,为避免谣言继续发酵, 李易峰工作室正式发布以下声明: 一、李易峰先生一直恪守职业道德,坚守道德底线,积极承担社 会责任。网络上有关李易峰先生个人生活的言论均严重不实,系别有 用心者恶意捏造并散播的谣言。 二、同时正告相关网络用户即刻删撤针对李易峰先生的全部不实 言论!网络不是法外之地,不传谣、不传播无凭不实信息。敬请网络 平台积极履行网络服务提供者义务,及时屏蔽、删撤涉嫌侵权内容。 三、本工作室已委托律师全权处理,现已完成公证取证工作,后 续将针对相关涉嫌侵权主体提起诉讼,坚决对造谣生事的行为零容忍! 相关不实言论在网络中持续发酵,已严重损害李易峰先生个人声 誉。本工作室特此声明! 祝大家中秋愉快团圆和顺。...... | ... Đầu tiên, rất xin lỗi vì đã chiếm dụng tài nguyên công cộng vào dịp tết đoàn viên vui vẻ như thế này, để tránh những tin đồn tiếp tục lan truyền, phòng làm việc của Lý Dịch Phong chính thức tuyên bố như sau: 1. Anh Lý Dịch Phong luôn tuân thủ đạo đức nghề nghiệp, tuân thủ điểm mấu chốt của đạo đức, và tích cực thực hiện các trách nhiệm xã hội. Những thông tin về cuộc sống cá nhân của anh Lý Dịch Phong trên Internet vừa qua đều là sai sự thật, và chúng là những tin đồn bịa đặt và được lan truyền một cách ác ý bởi những người giấu tên hay chí ít là anti-fan. 2. Đồng thời, chúng tôi cảnh báo những người sử dụng Internet có liên quan ngay lập tức hủy hết tất cả những thông tin sai lệch nhắm vào đời tư của anh Lý Dịch Phong! Internet không phải là nơi nằm ngoài pháp luật và chúng tôi không tung tin đồn thất thiệt hoặc phổ biến thông tin không có căn cứ và sai sự thật. Các nền tảng mạng được yêu cầu tích cực thực hiện nghĩa vụ của mình với tư cách là nhà cung cấp dịch vụ mạng, đồng thời kịp thời chặn và xóa nội dung bị nghi ngờ vi phạm. 3, Phòng làm việc đã ủy thác cho luật sư toàn quyền xử lý, hiện đã hoàn thành việc thu thập và chứng thực bằng chứng, sau sẽ tiếp tục tiến hành tố tụng đối với những người xâm hại quyền có liên quan, kiên quyết không khoan dung với hành vi bịa đặt kiếm chuyện! Những lời đồn đại liên tục nảy sinh ở trên mạng đã làm tổn hại nghiêm trọng đến danh dự cá nhân của anh Lý Dịch Phong. Studio xin tuyên bố tại đây! Chúc mọi người trung thu vui vẻ, đoàn tụ và hòa thuận.... |
| | |